# حاج عبدال
حاج عبدال هي قرية في مقاطعة تبريز، إيران. عدد سكان هذه القرية هو 754 في سنة 2006.